# Cherokee Parks
Cherokee Bryan Parks (* 11. Oktober 1972 in Anaheim) ist ein ehemaliger US-amerikanischer Basketballspieler.

## Werdegang
Parks Rufname geht auf den Stamm Cherokee zurück, dem sein Urgroßvater angehörte.
Seine Eltern waren Hippies und wohnten teils im Bundesstaat Kalifornien, teils in Colorado. Nach der Trennung der Eltern lebte er mit seiner Mutter in Huntington Beach. Er spielte als Jugendlicher zunächst insbesondere Baseball und begann mit 14 Jahren mit dem Basketball. Er spielte an der Marina High School in Huntington Beach und wechselte 1991 an die Duke University. Aufgrund seiner kalifornischen Herkunft war vorher ein Wechsel an die University of California, Los Angeles (UCLA) erwartet worden, wo Fachleute in Parks bereits den Nachfolger Bill Waltons sahen. Doch Parks entschied sich gegen UCLA und zum Gang in den US-Bundesstaat North Carolina. Als Mannschaftskamerad von Christian Laettner, Grant Hill und Bobby Hurley sowie unter der Leitung von Trainer Mike Krzyzewski gewann der 2,10 Meter große, auf den Positionen vier und fünf eingesetzte Parks mit Duke im Frühjahr 1992 den NCAA-Meistertitel. Das Verhältnis zwischen dem zu Lockerheit neigenden Parks und dem perfektionistischen Führungsspieler Laettner war schwierig. Es gab mehrere Auseinandersetzungen der beiden. Laettner wechselte 1992 in die NBA, Parks entwickelte sich in seinen übrigen drei Hochschuljahren zum Leistungsträger. Mit 230 geblockten gegnerischen Würfen lag er am Ende seiner Hochschulzeit auf dem zweiten Rang der ewigen Duke-Bestenliste, seine 874 Rebounds bedeuteten den neunten und seine 1643 Punkte den 16. Platz. Mit 19 Punkten je Begegnung führte er Dukes Angriff in der Saison 1994/95 an. Mittlerweile hatte sich Parks auch zu einem passablen Dreierwerfer entwickelt: Nachdem er in seinen ersten drei Duke-Jahren nur insgesamt 17 Versuche von der Dreipunktelinie verbucht hatte, traf er 1994/95 31 seiner 85 Würfe aus der Ferndistanz.
Mit der U19-Nationalmannschaft der Vereinigten Staaten wurde Parks 1991 in Kanada Weltmeister. Seine WM-Turnier-Mittelwerte lauteten 4,5 Punkte sowie 4,5 Rebounds je Begegnung. 1993 errang er in Spanien mit der U21-Auswahl seines Landes ebenfalls den Weltmeistertitel, er trug zum Gewinn der Goldmedaille 9,6 Punkte und 7,4 Rebounds je Turnierpartie bei.
Die Dallas Mavericks entschieden sich an zwölfter Stelle des NBA-Draftverfahrens im Jahr 1995 für den Kalifornier. Parks spielte bis 2004 in der NBA, stand in dieser Zeit bei sieben Mannschaften (Dallas Mavericks, Minnesota Timberwolves, Vancouver Grizzlies, Washington Bullets, Los Angeles Clippers, Sacramento Kings, Golden State Warriors) unter Vertrag. Er bestritt 479 Spiele, seine höchsten Mittelwerte erreichte Parks 1997/98, als er für Minnesota 7,1 Punkte und 5,5 Rebounds je Begegnung erreichte. Seine äußerlichen Markenzeichen als Spieler waren Tätowierungen und ein Stirnband.
Parks war nach dem Ende seiner NBA-Zeit beruflich als Gaststättenbesitzer tätig, in der Saison 2011/12 kehrte er mit Ende 30 beim französischen Viertligisten Aubenas aufs Spielfeld zurück. 2013 musste er sich einer Herzoperation unterziehen. Ab 2017 durchlief er eine Ausbildung bei der NBA und wurde danach in der Geschäftsstelle der Liga tätig.